# ドナルドの魔法の泉
『ドナルドの魔法の泉』（ドナルドのまほうのいずみ、原題：Don's Fountain of Youth）は、ウォルト・ディズニー・プロダクション（現：ウォルト・ディズニー・カンパニー）が製作した1953年5月30日公開のアニメーション短編映画作品。
ドナルドダック・シリーズの第107作である。

## あらすじ
ヒューイ、デューイ、ルーイ と一緒にフロリダへドライブ旅行をするドナルド。しかし、甥っ子達は漫画に夢中で、観光地には無関心であった。困ったドナルドはふと、とある泉の言い伝えを見て、あることを思いつく。しかし、それを実行するうちにワニの卵に手を出してしまい、産み温めていたメスワニを怒らせてしまうのだった。

## スタッフ
- 製作：ウォルト・ディズニー
- 監督：ジャック・ハンナ
- 原画：ヴォルス・ジョーンズ、ビル・ジャスティス、ジョージ・クレイスル
- 効果：ジョージ・ローリー
- 脚本：ラルフ・ライト
- 美術：エール・グレイシー
- 背景：アート・ライリー
- 音楽：ジョセフ・S・デュービン

## キャスト
| キャラクター   | 原語版               | 旧吹き替え版 | 新吹き替え版 |
| -------------- | -------------------- | ------------ | ------------ |
| ドナルドダック | クラレンス・ナッシュ | 関時男       | 山寺宏一     |
| ヒューイ       | クラレンス・ナッシュ | 土井美加     | 坂本千夏     |
| デューイ       | クラレンス・ナッシュ | 後藤真寿美   | 坂本千夏     |
| ルーイ         | クラレンス・ナッシュ | 下川久美子   | 坂本千夏     |
| ナレーター     | -                    | 江原正士     | -            |

## 日本での公開

### 収録
- 『三人の騎士』（DVD、ブエナ・ビスタ・ホーム・エンターテイメント、新吹き替え版）